# إرنست غوين
إرنست غوين (22 يوليو 1815 في تور - 24 مارس 1885 في باريس) كان مهندسًا مدنيًا وصناعيًا فرنسيًا. في عام 1846 أسس شركة Ernest Goüin & Cie (بعد عام 1871 Société de Construction des Batignolles)؛ قامت الشركة في البداية ببناء القاطرات، وتنوعت في مشاريع بناء الجسور والسكك الحديدية. اسمه واحد من 72 اسمًا مكتوبًا على برج إيفل.